# Auf Slip legen

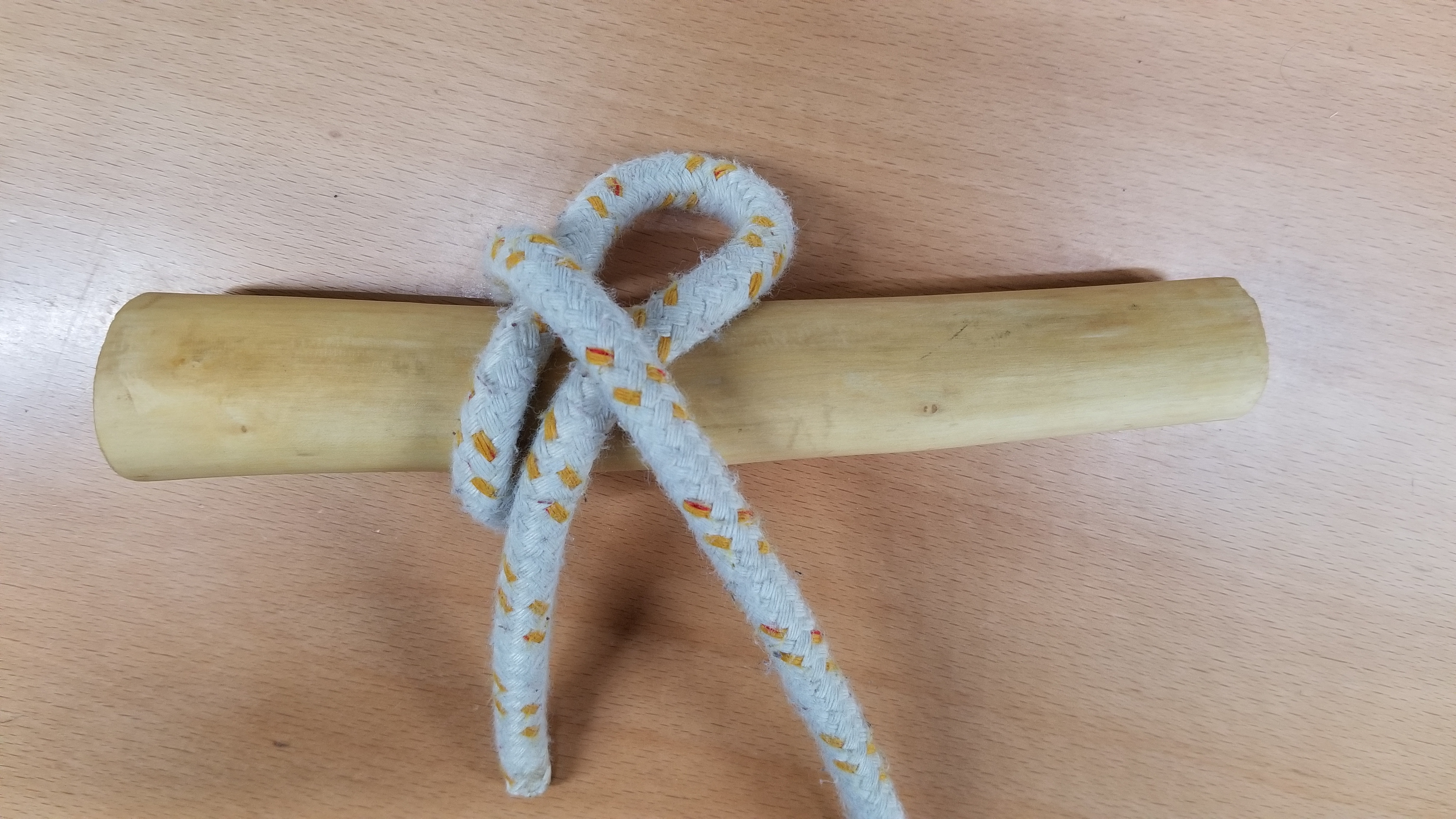
Slipstek

Auf Slip legen ist ein Fachbegriff aus der Seemannssprache und bezeichnet in der Knotenkunde den Abschluss eines Knotens mit einer Bucht, mit der der Knoten schnell gelöst werden kann.
Dazu wird beim letzten Durchziehen das lose Ende nicht ganz durchgezogen, sondern als Schlinge durchgesteckt, so dass der Knoten durch Zug an dem herausragenden Ende leicht geöffnet werden kann.
Der einfachste Slip-Knoten ist der Slipstek. Dazu bildet man mit dem losen Ende eine Bucht und führt es unter das feste Ende. Der Slipstek hält aber nur aufgrund des Druckes und der Reibung.
Am verbreitetsten ist die Schuhschleife, ein doppelt auf Slip gelegter Kreuzknoten.

## Häufig auf Slip gelegte Knoten
Häufig auf Slip gelegte Knoten sind:

Kreuzknoten auf Slip als Schuhschleife
Webeleinenstek
Schotstek
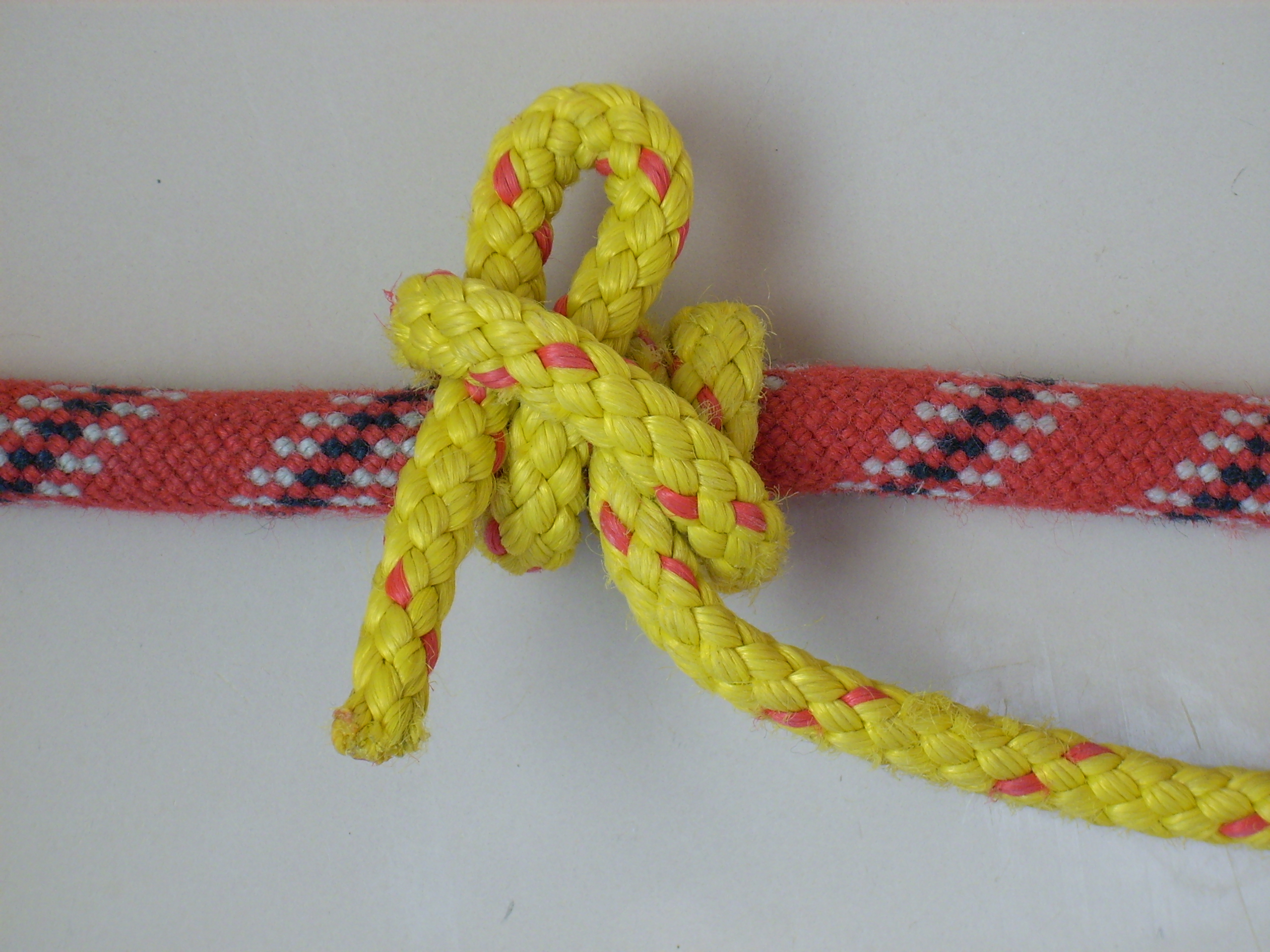
Stopperstek

## Reine Slip-Knoten
Ausschließlich mit Slip verwendete Knoten sind:

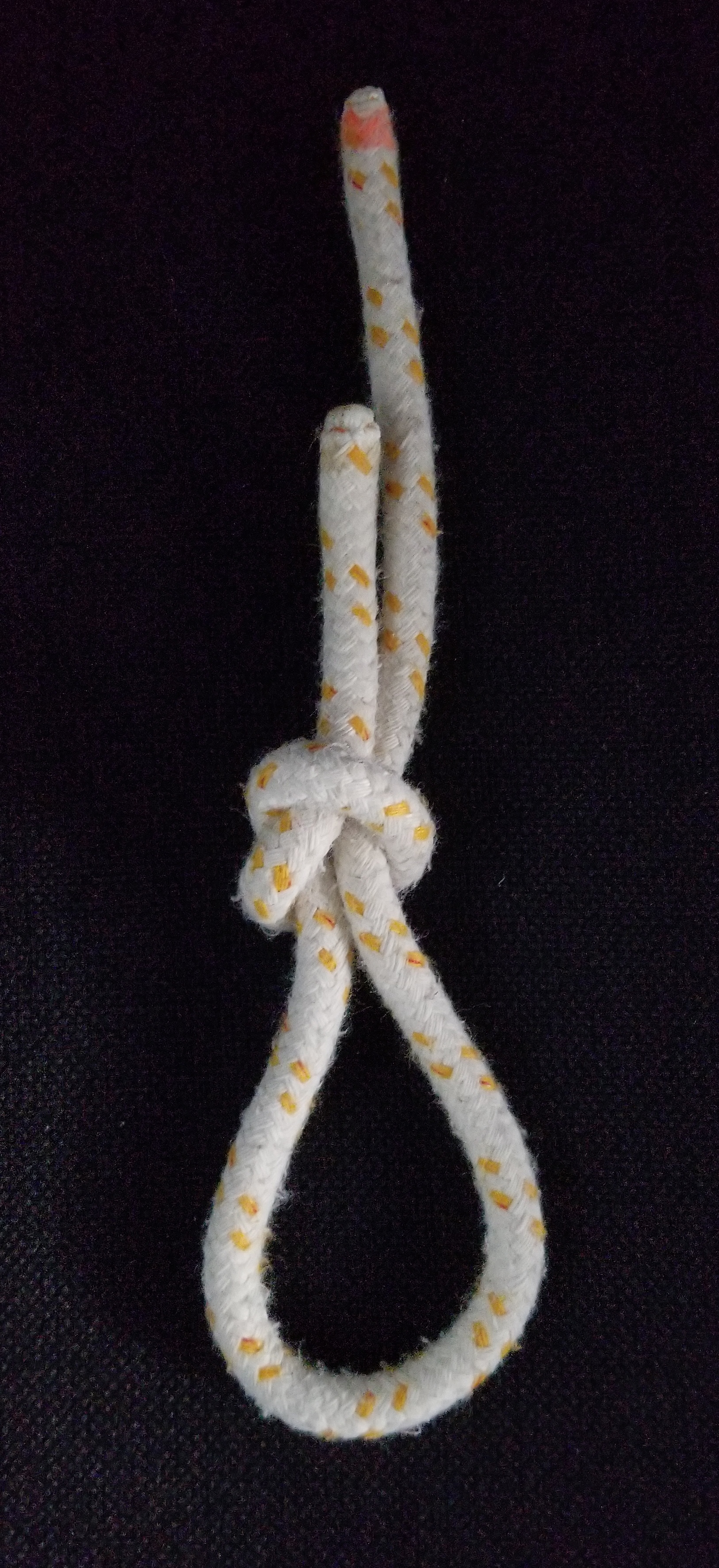
Einfache Schlinge
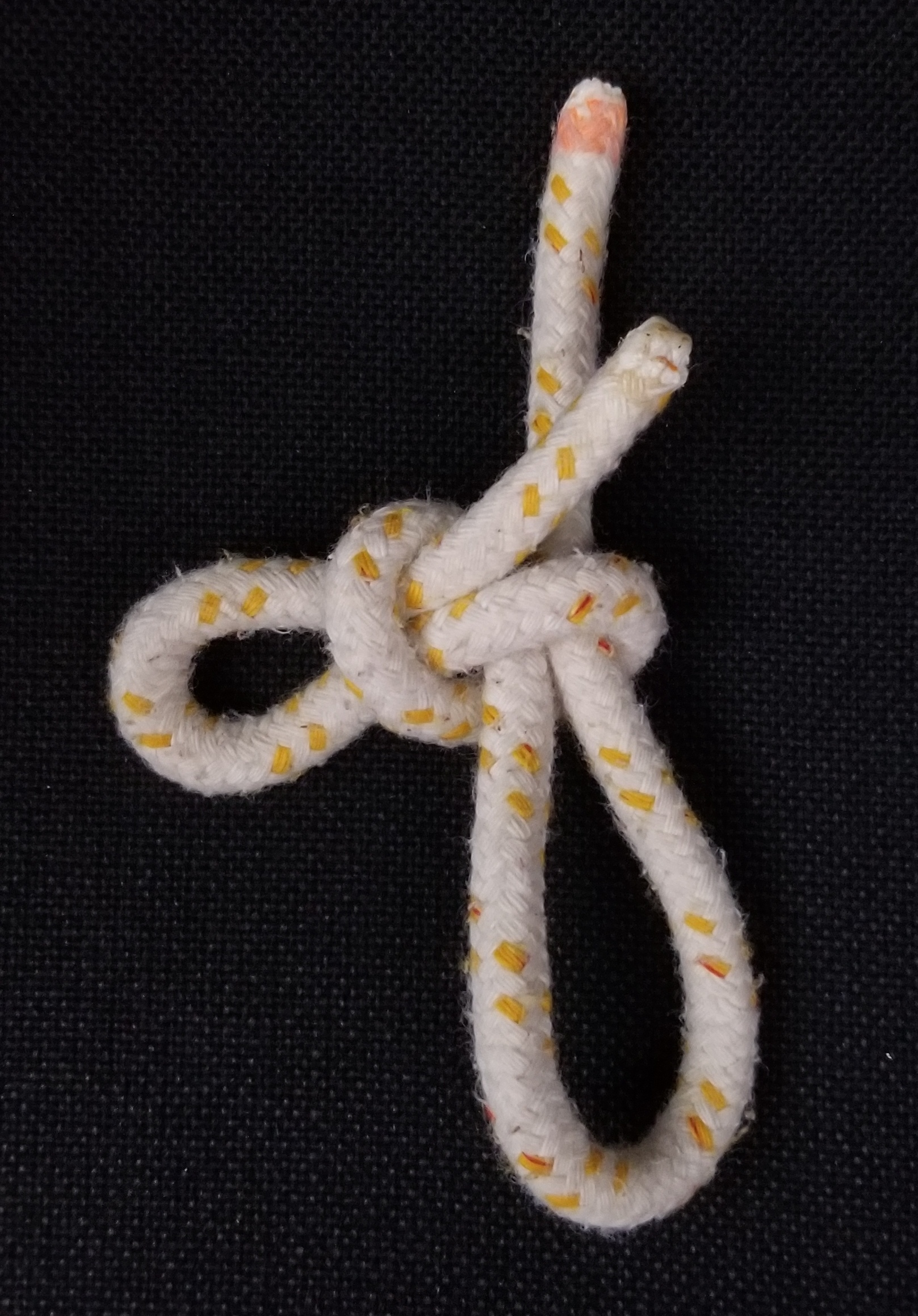
Slipschlinge
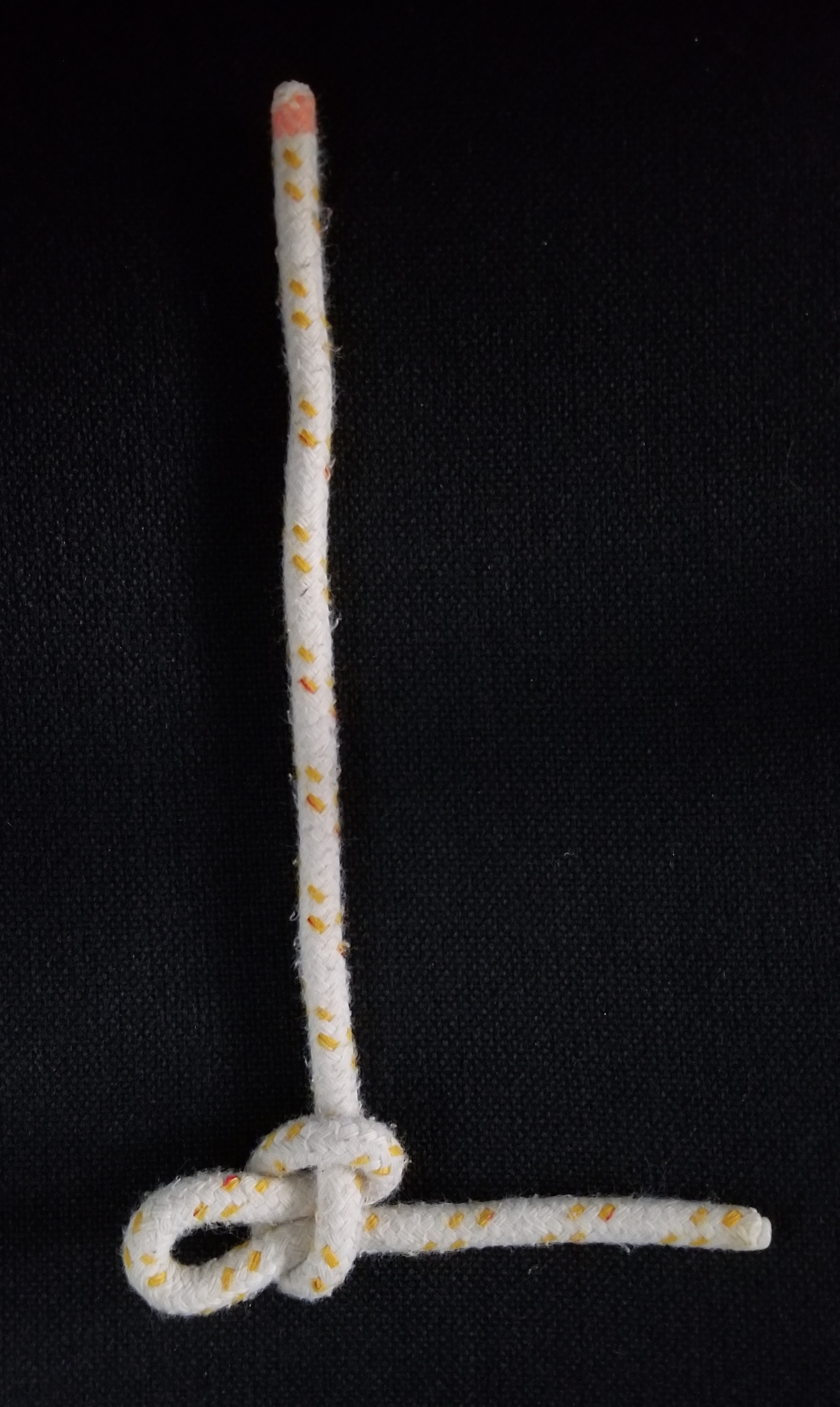
Slipknoten
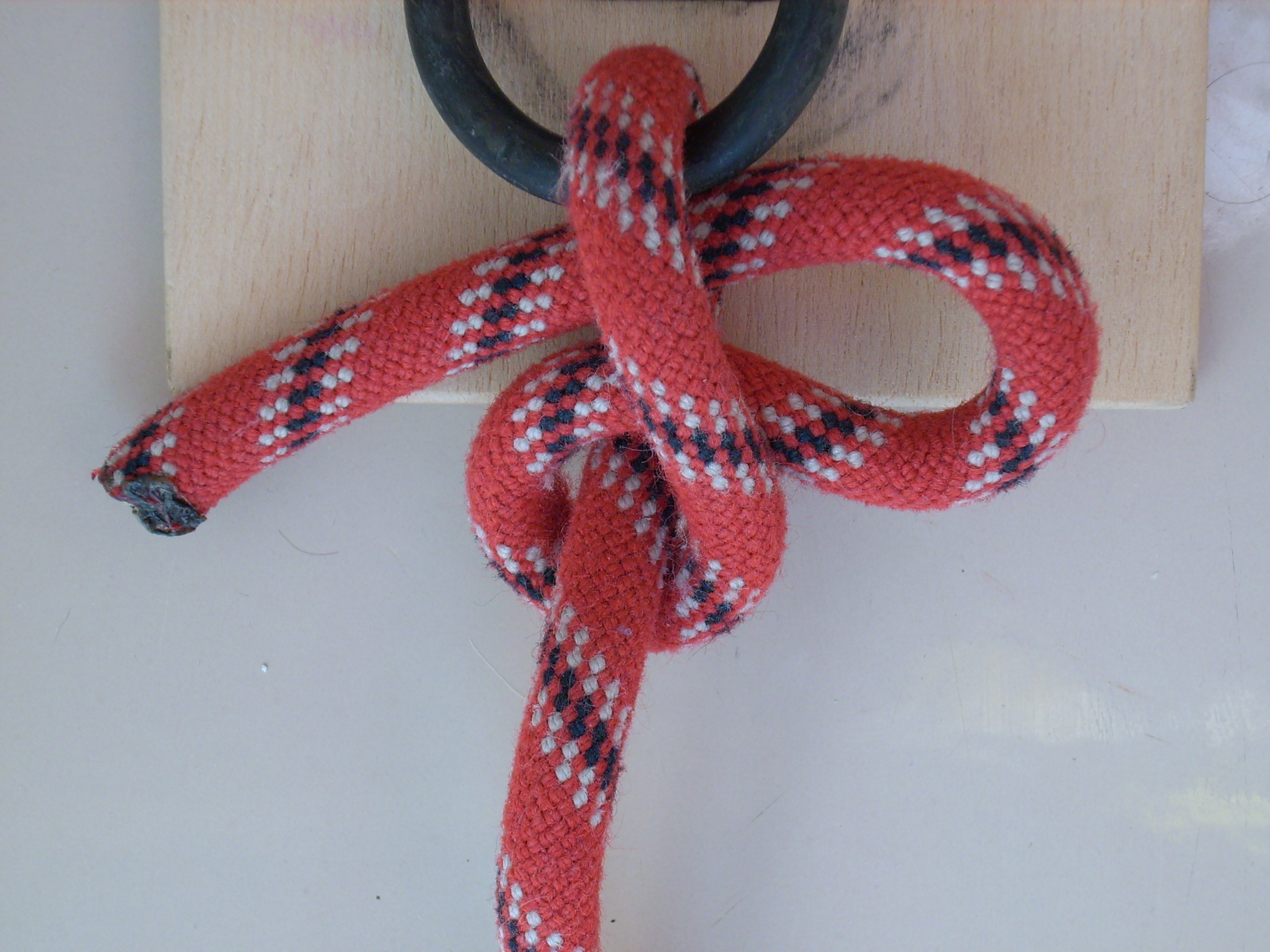
Halber Schlag mit Slip
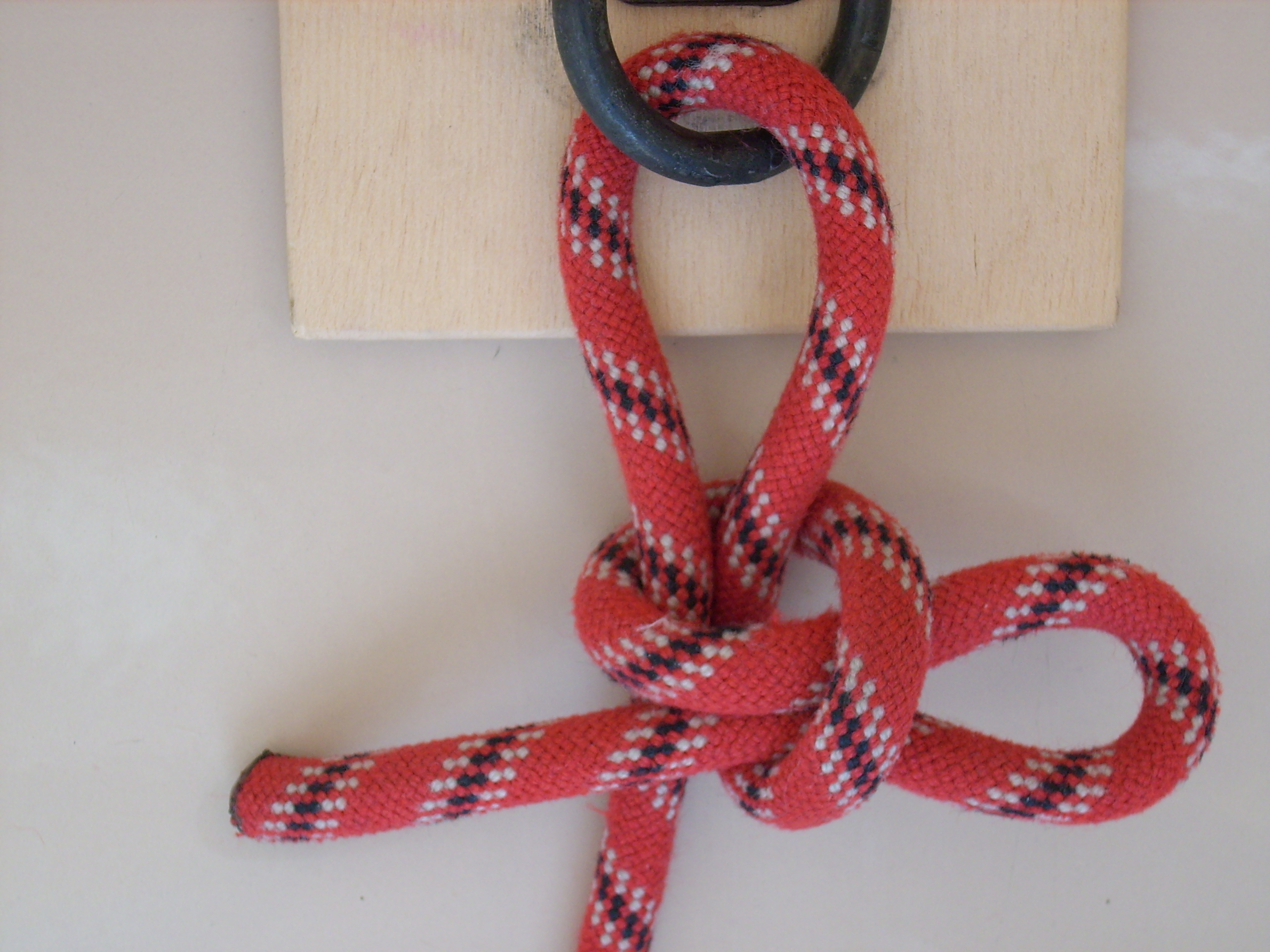
Pferdeanbindeknoten
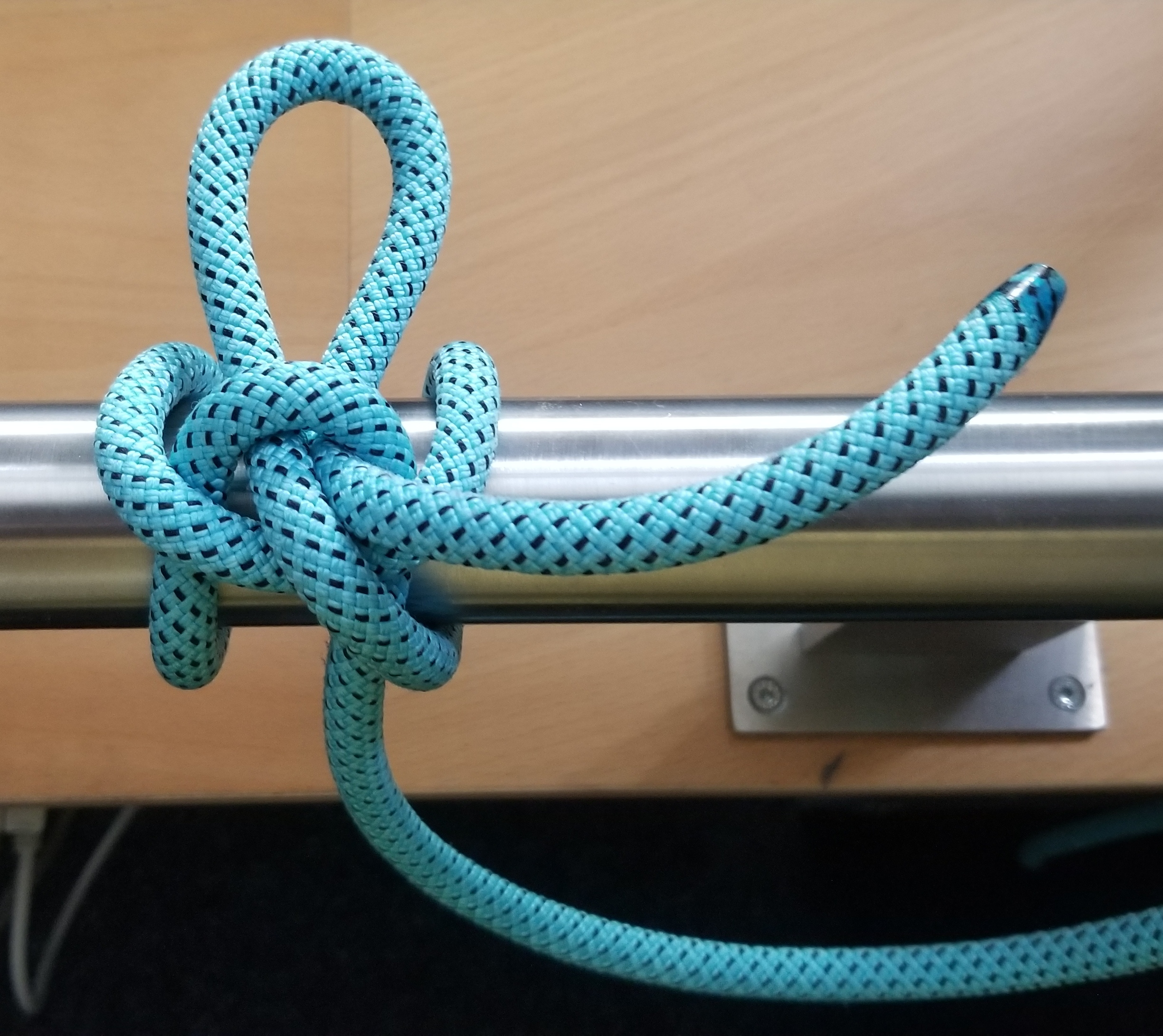
Highwayman’s hitch (wörtl. Straßenräuberstek)
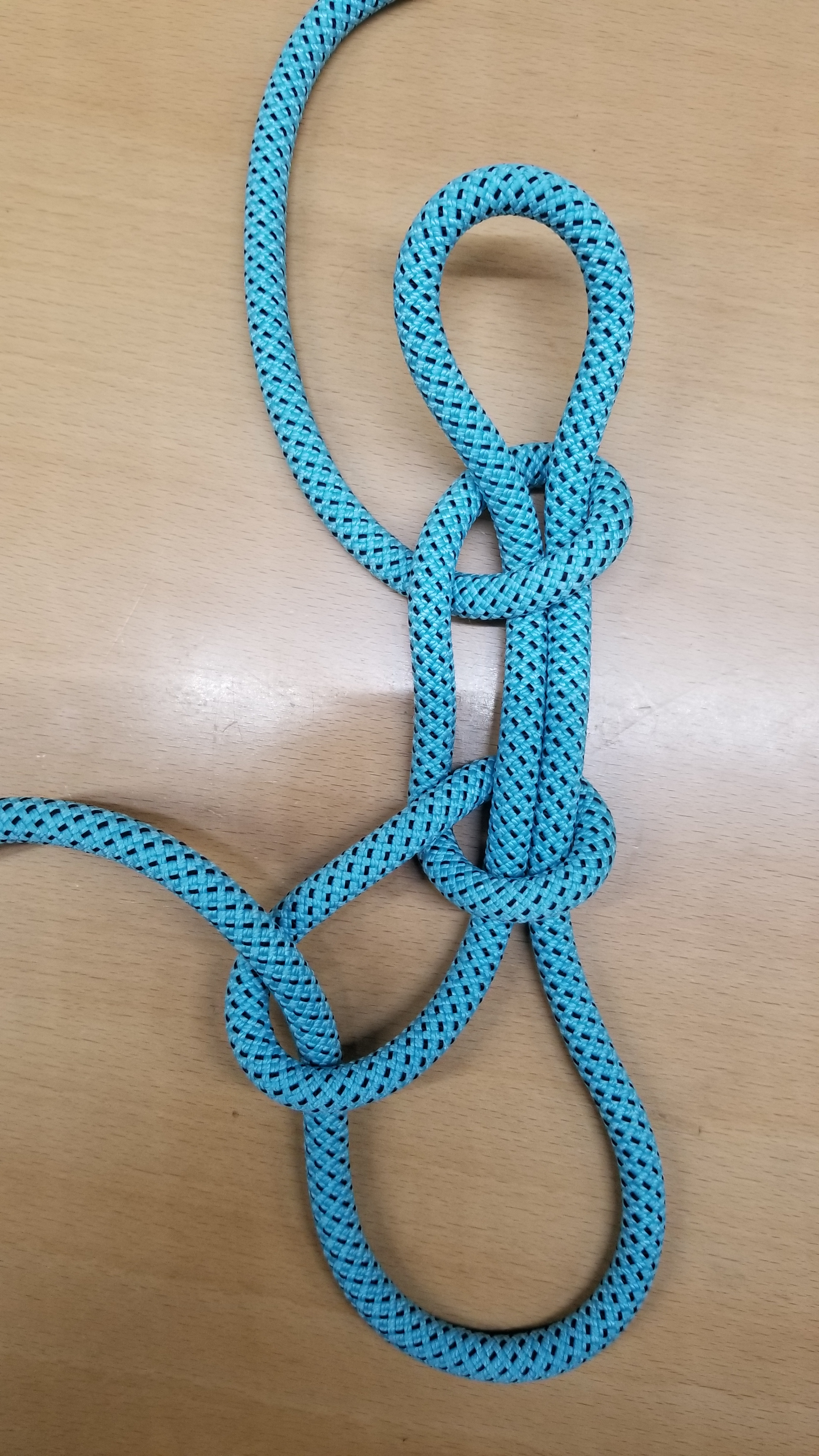
Fuhrmannsknoten mit Glöcknerknoten
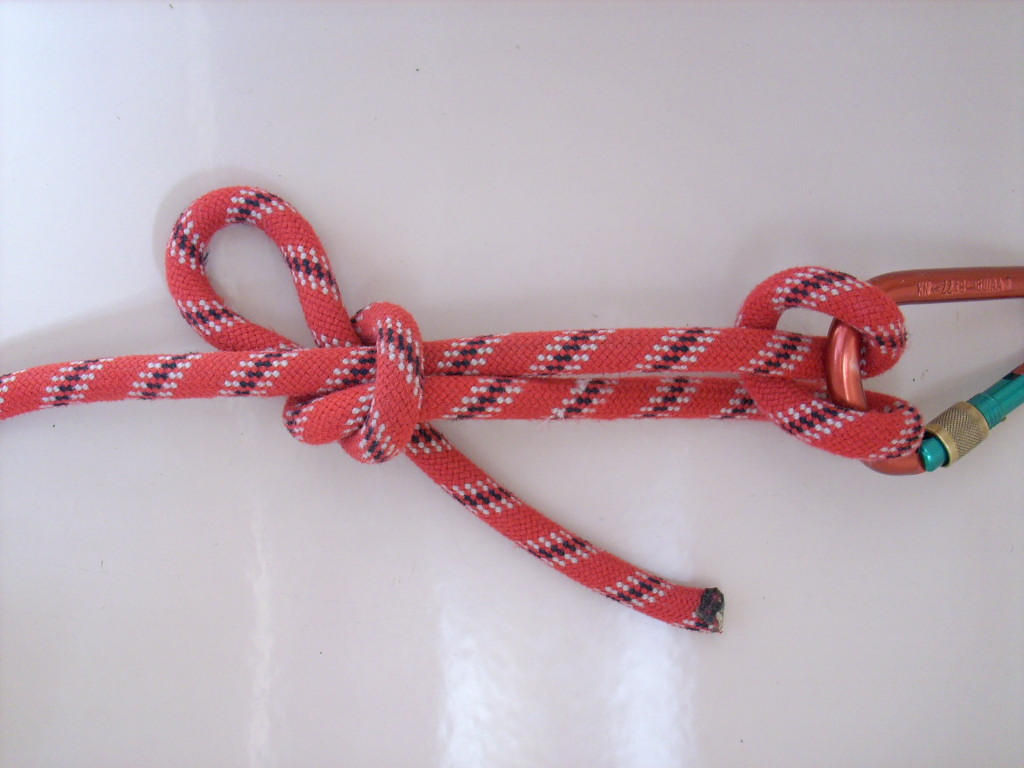
Schleifknoten